# Маркович, Анте
А́нте Ма́ркович (сербохорв. Ante Marković, 25 ноября 1924, Кониц — 28 ноября 2011, Загреб) — югославский хорватский государственный деятель, председатель Союзного Исполнительного Вече СФРЮ (1989—1991).

## Биография
По происхождению боснийский хорват, родился в Коньице, в тогдашнем Королевстве сербов, хорватов и словенцев. В 1941 вступил добровольцем в антифашистскую партизанскую армию Иосипа Броза Тито, в которой сражался до конца войны. Член коммунистической партии с 1943 года. Окончил электротехническое отделение технического факультета Загребского университета в 1954. Трудоустроился на предприятии «Раде Кончар», где в 1961 году стал генеральным директором. Эту должность занимал в течение 23 лет вплоть до 1984 года.
В политике оказался в 1980, заняв должность Председателя Исполнительного совета Сабора Социалистической Республики Хорватии, то есть возглавив правительство тогдашней Хорватии. В 1986 году стал Председателем Президиума Хорватии, сменив на этом посту Эму Дероса-Бьелаяц. Занимал этот пост до 1988 года, пока его не сменил Иво Латин.
В марте 1989 после отставки Бранко Микулича стал премьер-министром Югославии. После обнародования этого решения США ожидали налаживания сотрудничества, так как Маркович славился своей «привязанностью к рыночным реформам», а BBC объявила, что он «лучший союзник Вашингтона в Югославии». В декабре того же года Маркович начал новую и амбициозную программу беспрецедентных экономических реформ.
План правительства Марковича включал следующие мероприятия:
- Замораживание до 30 июня 1990 года зарплаты и цен на многие товары (нефть, нефтепродукты, лекарства, электроэнергия) и услуги (жилищно-коммунальные, транспортные). При этом цены на продукты питания, услуги и товары массового спроса должны были формироваться свободно.
- Деноминация динара и его конвертация (1 немецкая марка = 7 новых динаров)
- быстрая и облегченная приватизация сферы торговли и услуг
- ликвидация нерентабельных предприятий, привлечение инвестиций
- единая налоговая политика и интеграция экономика республик СФРЮ в одну систему.

Результатом его денежной реформы было временное прекращение инфляции, что обусловило кратковременное повышение уровня жизни в Югославии, который перед этим неуклонно падал. Кроме того, за 1990 год выросли золотовалютные резервы Югославии (с 1,5 млрд долларов до 9 млрд долларов), а государственный долг сократился до 16 млрд долларов (за счет обмена иностранных долгов на акции югославских предприятий.
Тем не менее, кратковременный эффект развернутых экономических реформ привел к упадку промышленного сектора Югославии. В борьбе с конкурентами в свободной рыночной среде происходили многочисленные банкротства раздутых государственных («самоуправляющихся») предприятий, что позже дало козыри многочисленным этническим националистическим политическим противникам Марковича. К 1990 году годовой темп роста ВВП упал до −7,5 %. В 1991 году ВВП сократился ещё на 15 процентов, а объём промышленного производства снизился на 21 процент.
Популярность Марковича была обусловлена образом нового, современного политика западного стиля. Как таковой он быстро стал любимцем либеральных кругов, которые хотели, чтобы Югославия превратилась в современную демократическую федерацию. Маркович также добавлял себе популярности, стоя в стороне от все более ожесточенных распрей в руководстве Союза коммунистов Югославии или пытаясь посредничать между различными республиками. В июле 1990 года он создал Союз реформаторских сил (хорв. Savez reformskih snaga), политическую партию для поддержки реформированной югославской федерации. По данным опроса, проведенного Союзным Исполнительным Советом (правительством СФРЮ), эта партия имела поддержку 14 % избирателей в Боснии и Герцеговине и менее 5 % в других республиках. Образование Союза реформаторских сил было воспринято неоднозначно. Тогдашний президент Югославии Борисав Йович подверг его критике за излишне проамериканскую политику:
Общий вывод заключается в том, что Анте Маркович больше для нас не приемлем и не надежен. Ни у кого нет сомнений, что он - продолжение руки Соединенных Штатов в плане свержения всякого думающего о социализме, и именно нашими голосами в Скупщине мы назначили его премьер-министром. Он играет в опасную игру, в измену.
Вывод Йовича о роли Марковича
Он был, несомненно, самым активным творцом развала нашей экономики и, в значительной степени, важным участником распада Югославии. Другие, хвастаясь тем, что развалили Югославию, хотели бы взять на себя эту бесславную роль, но во всех этих отношениях их поступки не идут ни в какое сравнение с тем, что сделал Маркович, который объявлял себя сторонником сохранения Югославии
Позже его программу саботировал Слободан Милошевич, который
...фактически обусловил неудачу Марковича к декабрю 1990 года, тайно обеспечив незаконный заем в $ 1,7 млрд от главного банка Сербии для того, чтобы облегчить своё переизбрание в том же месяце. Заем подорвал экономическую программу жесткой экономии Марковича, сводя на нет успех, достигнутый в деле контроля инфляции в стране.
Или как рассказывает об этом Кристофер Беннет в книге «Кровавое падение Югославии»:
Проще говоря, банк печатал столько денег, сколько, как чувствовал Милошевич, требовалось, чтобы переизбраться, а размер «займа» становился ясным через несколько недель, когда инфляция снова взлетала по всей стране. Когда экономика снова начала падать, Маркович узнал, что его меры провалились [...]
В Боснии и Герцеговине филиал Союза реформаторских сил появился в сентябре 1990 года. Однако на выборах в боснийский парламент в том же году реформистам удалось набрать только 5 % мест, несмотря на то, что их поддерживали в регионе подконтрольные союзным властям газета «Борба» и телевидение ЮТЕЛ.
Пределы компетенции федерального правительства ещё больше сузили сепаратистские движения в Словении и Хорватии. В последние месяцы своего пребывания на посту Маркович пытался найти компромисс между сепаратистами и теми, кто требовал, чтобы Югославия оставалась единым целым. Его усилия, которые хоть и способствовали созданию новых демократических правительств в Боснии и Македонии, в конечном итоге провалились, потому что армия — какая должна быть его самым преданным союзником — перешла на сторону Милошевича. Разочарованный и политически бессильный, Маркович рассказал своему кабинету в сентябре 1991 года, что он узнал из устройства для прослушивания, попавшего в его распоряжение:
Было четко установлена связь [между сербским правительством, армией и сербскими политиками в Боснии]. Я знаю, я слышал, что Милошевич отдал приказ Караджичу вступить в контакт с генералом Узелацем и приказать, согласно решениям собрания военной верхушки, чтобы оружие было роздано и чтобы ТО Краины и Боснии были вооружены и использованы при осуществлении плана RAM.
Маркович оставался на своей должности даже после начала войны, уйдя в отставку только в декабре 1991 года, изолированный и не имеющий никакой власти. Некоторое время жил в Граце (Австрия); ему предлагалось австрийское гражданство, однако он отказался. В Австрии он работал консультантом для крупных компаний и правительств, включая правительства БиГ и Республики Македонии. Затем занимался строительством VIP-апартаментов и мини-гидроэлектростанций.
В 1993 году он, по слухам, должен был быть назначен Ф. Туджманом на пост премьер-министра Хорватии, очевидно, из-за его экономической компетентности. Должность, тем не менее, досталась Никицу Валентичу, который использовал некоторые из рецептов Марковича, чтобы остановить инфляцию. Маркович посвятил себя карьере делового человека. В начале 2000-х работал экономическим советником правительства Македонии.
В 2003 году он появился в качестве свидетеля на судебном процессе МТБЮ по делу Милошевича. Это появление нарушило 12 лет молчания, после тех показаний, которые он дал в интервью загребскому журналу новостей «Глобус». В своих показаниях он заявил, что Милошевич и Туджман в марте 1991 года в сербском селе Караджорджево заключили соглашение с целью разделить Боснию и Герцеговину между собой.
Скончался 28 ноября 2011 года во сне незадолго перед поездкой в Сараево. Причины смерти не были названы. У него остались жена, сын и дочь. Похоронен в Дубровнике.